# Iglesia de Santa Catalina (Elduayen)
La iglesia de Santa Catalina es un inmueble de la localidad española de Elduayen, en la provincia de Guipúzcoa.

## Descripción
El edificio se encuentra en la localidad española de Elduayen, perteneciente a la provincia de Guipúzcoa, en la comunidad autónoma del País Vasco. Se menciona como iglesia parroquial del lugar en el Diccionario histórico-geográfico-descriptivo de los pueblos, valles, partidos, alcaldías y uniones de Guipúzcoa (1862) de Pablo de Gorosábel, donde aparece descrita con las siguientes palabras:

La iglesia parroquial es de la advocacion de Santa Catalina, y se halla servida por un rector y un beneficiado. Su patronato corresponde á la misma villa, cuyos dueños de casas hacen la presentacion de la rectoría, sea que vivan ó no en este pueblo. La del beneficio, antes del último concordato, se hacía por el rey en las vacantes de los meses de enero, febrero, abril, mayo, julio, agosto, octubre y noviembre; y por el rector en las de los otros cuatro meses.
(Gorosábel, 1862, p. 144)